# 장수원
장수원(張水院, 1980년 7월 16일 ~ )은 대한민국의 가수, 배우, 방송인이다. 1997년부터 2000년까지 댄스그룹 젝스키스로 활동했으며, 2002년부터 같은 젝스키스의 멤버인 김재덕과 함께 결성한 제이워크로 활동하였다. 2009년 12월 30일 현역으로 육군 군악대에 입대하여, 2011년 10월 20일 만기전역하였다. 2013년 '사랑과 전쟁' 아이돌 특집편을 통해 연기자로 활동을 시작하였으며 해당 드라마에서 ‘로봇 연기의 창시자’라는 평을 받으며 인기를 끌었다. 2016년부터 젝스키스로 다시 활동 중이다.

## 학력
- 서울잠원초등학교 (졸업)
- 신반포중학교 (졸업)
- 세화고등학교 (졸업)
- 경희대학교 연극영화학과 (학사)

## 활동
장수원은 서울에서 출생하였으며 서울잠원초등학교, 신반포중학교, 세화고등학교를 진학하였으나 연예활동과 병행하기 어려워 자퇴, 검정고시를 치렀다. 이후 경희대학교에 진학, 연극영화과를 졸업했다. 당시 연예인이 꿈이었던 장수원은 우연히 젝스키스의 멤버를 모집한다는 이야기를 듣고 친구들과 오디션을 보러왔다가, 소속사 사장과 멤버 모집 당시 멤버를 같이 고르던 강성훈에게 특별히 할 줄 아는 것이 없다는 솔직한 대답과 깔끔한 외모가 소속사와 멤버 강성훈의 마음에 들어 혼자 발탁되었다고 한다.
장수원은 1997년 4월 15일 댄스 그룹인 젝스키스의 멤버로 데뷔하였으며, 젝스키스가 해체하던 2000년까지 인기를 얻었다. 1998년에는 젝스키스 주연인 영화 《세븐틴》을 찍었다. 해체 후 은지원과 강성훈, 이재진이 솔로로 데뷔하고, 남은 멤버 김재덕과 함께 J-walk를 결성하여 2002년 1집을 발표하였다. 제이워크에서는 강성훈과 고지용의 보컬로 인해 가려져 있던 그의 보컬이 인기를 끌었다. 2004년에는 Click-B의 멤버들과 프로젝트그룹 JNC 활동을 했다. 2009년 12월 30일에 군대 현역으로 육군 군악대에 입대하여, 2011년 10월 20일 만기 전역하였다.

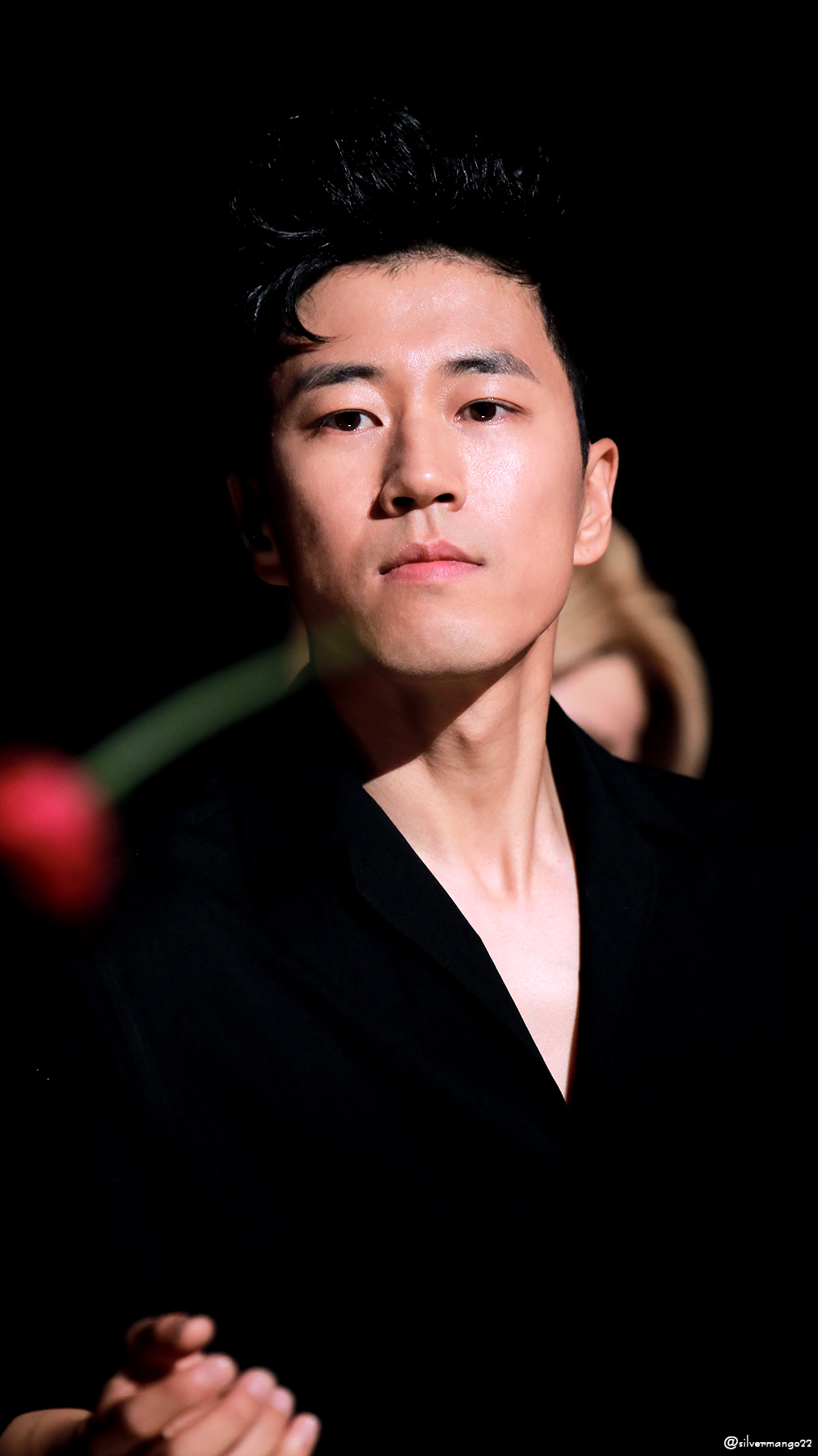
2016년 6월 7일 《유희열의 스케치북》에서 장수원

2016년 무한도전 "토요일 토요일은 가수다2"에서 젝스키스가 재결합하였다. 이후 YG 엔터테인먼트와의 계약을 체결하여 《Re-Album》, 《The 20th Anniversary》 등을 발매하며 활발히 활동하고 있다. 제이워크로의 활동은 당분간 휴식기를 맞이하게 되었다. 젝스키스가 해체하고 재결합하기 이전까지, 일반인이 된 고지용을 포함하여 모든 멤버들과 돈독한 관계를 이어가며 멤버들간의 우정을 유지하는 데에 역할을 하였다고 한다.

## 경력
- 1997년 ~ 현재 - 그룹 '젝스키스' 멤버로 활동
- 2002년 ~ - 젝스키스의 멤버 김재덕과 그룹 'J-Walk'로 활동 시작
- 2004년 - 프로젝트 그룹 'JNC' 멤버

## 가수 활동

### 앨범

#### 젝스키스

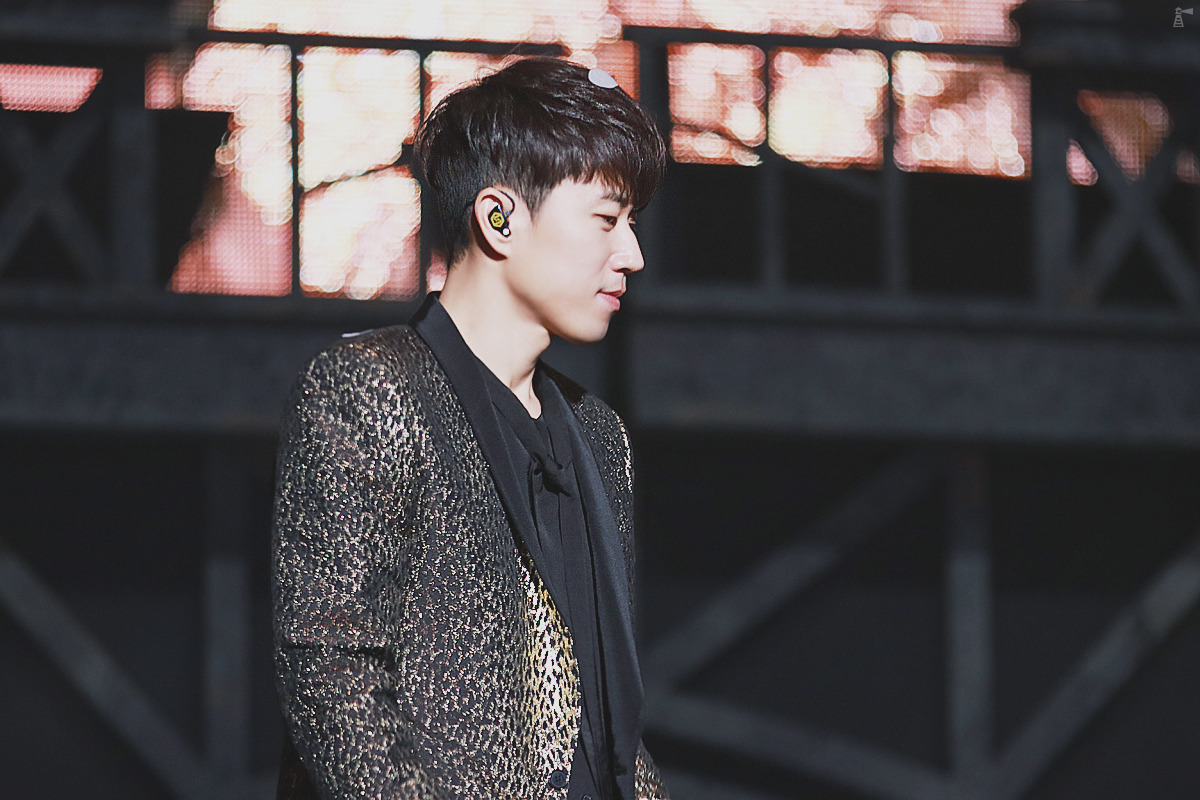
170122 장수원 Yellow Note

- 1997년 5월 14일 1집 《학원별곡》
- 1997년 11월 1일 2집 《Welcome to the Sechskies Land》
- 1998년 7월 15일 3집 《Road Fighter》
- 1998년 10월 30일 3.5집 《Special Album》
- 1999년 3월 1일 《Sechskies Live Concert》
- 1999년 9월 9일 4집 《Com'Back》
- 2000년 5월 31일 고별앨범 《BLUE NOTE》
- 2016년 12월 1일 RE앨범 《Re-Album》
- 2017년 4월 28일 20주년 앨범 《The 20th Anniversary》
- 2017년 9월 21일 5집 《ANOTHER LIGHT》

#### J-Walk
- 2002년 3월 23일 1집 《Suddenly》
- 2002년 10월 15일 2집 《Someday》
- 2007년 10월 15일 싱글 《여우비》
- 2008년 6월 9일 3집 《My Love》
- 2009년 3월 17일 디지털 싱글 《사랑한다 외쳐요》
- 2011년 9월 7일 디지털 싱글 Get On The FlooR
- 2012년 3월 1일 《부탁해요 캡틴 OST》
- 2013년 8월 14일 디지털 싱글 《프라프치노》
- 2013년 12월 12일 싱글 Love..Painfully
- 2014년 1월 27일 디지털 싱글 《무슨말이 필요해》

## 이모저모
젝스키스 해체 후 현재 활동하지 않고 있는 멤버인 고지용과 연락이 되는 유일한 멤버로 방송에서 종종 고지용의 근황에 대해서 언급하였다. 그러나 동시에 고지용은 본인이 사업가로서 거래처나 직원들이 꺼려할 것을 염려하여 본인 언급을 자제해 달라고 말하였다는 것도 언급하였다.
장수원은 2013년 드라마 《사랑과 전쟁》 아이돌특집 3탄에 제국의 아이들 문준영, 걸스데이 유라와 함께 출연하였으나 경직된 제스처와 표정, 대사처리 등으로 연기력 논란이 있었다. 그러나 누리꾼들이 이를 ‘로봇 연기’라고 부르고 즐기면서, 장수원은 ‘로봇 연기의 창시자’, ‘로봇 연기의 달인’, ‘장로봇’ 등의 별명을 얻었다. “괜찮아요? 많이 놀랐죠?” “앞뒤가 안 맞잖아” 등의 유행어도 생겨났다.
2015년 2월 1일 맨즈헬스 표지 모델로 잡지가 출간되었다.

## 연기
- 1998년 - 영화 《세븐틴》 - 한기 역
- 1998년 - 뮤지컬 《알리바바와 40인의 도적》
- 2002년 - 시트콤 《논스톱3》
- 2005년 - 영화 《바리바리 짱》
- 2007년 - 뮤직비디오 더네임 - 이별후에
- 2013년 - 드라마 《사랑과 전쟁》 아이돌특집
- 2014년 - 드라마 《미생물》 - 장그래 역
- 2015년 - 드라마 《너를 사랑한 시간》 - 고교시절 미팅남 역 (특별출연)
- 2019년 - 드라마 《꽃파당: 조선혼담공작소》 - 장인성 역

## 방송 출연
- 1998년 - 《TV는 사랑을 싣고》
- 2002년 - 《TV는 사랑을 싣고》
- 2014년 - 《옷장의 요정》
- 2014년 - 《눈치왕》
- 2015년 - 《정글의 법칙》
- 2015년 - 《언제나 칸타레 시즌 2》
- 2015년 - 《비밀병기 그녀》
- 2015년 - 《더 맛있는 원샷》
- 2016년 - 《배우학교》
- 2016년 - 《냉장고를 부탁해》(With. 김종민)
- 2016년 - 《무한도전》
- 2016년 - 《렛츠고 시간탐험대 시즌 3》
- 2016년 - 《장수원, 강예빈의 투유》
- 2016년 - 《리폼쇼 리얼하게 폼나게》
- 2016년 - 《상상초월쇼 진짜? 가짜!》
- 2016년 - 《이달의 행사왕》
- 2016년 - 《런닝맨》 - 게스트
- 2016년 - 《주간 아이돌》 - 게스트
- 2016년 - 《유희열의 스케치북》 - 게스트
- 2017년 - 《한끼줍쇼》 - 게스트
- 2017년 - 《아는 형님》 - 게스트
- 2020년 - 《해피투게더 4》 - 게스트
- 2020년 - 《옥탑방의 문제아들》 - 게스트 (With. 은지원)
- 2020년 - 《전지적 참견 시점》 - 게스트 (With. 은지원)
- 2024년 - 《4인용식탁》 - 박신양편 초대손님
- 2024년 - 《라디오스타》 - 게스트

## CF
- 2014년 LG유플러스 LTE8 X3
- 2014년 LG화학
- 2015년 롯데제과 핸디카페
- 2015년 삼성카드 숫자카드V2
- 2015년 농심 통밀콘
- 2016년 이연생활뷰티 에끌라두 셀 매직 스킨 로션 옴므

## 수상
- 1997년 - 대한민국 영상음반 대상 골든 디스크부문 본상
- 1997년 - KMTV 가요대전 신인상
- 1997년 - SBS 가요대전 본상
- 1997년 - KBS 가요대상 본상
- 1997년 - MBC 가요제전 본상, 가수상
- 1998년 - 대한민국 영상음반 대상 골든 디스크부문 본상
- 1998년 - KMTV 가요대전 본상
- 1998년 - 제9회 서울가요대상 대상
- 1998년 - MBC 가요제전 본상
- 1998년 - KBS 가요대상 본상
- 1998년 - SBS 가요대전 본상, 10대 가수상
- 1999년 - 대한민국 영상음반 대상 골든 디스크부문 본상
- 1999년 - MBC 가요제전 본상, 가수상
- 1999년 - KBS 가요대상 본상, 가수상
- 1999년 - SBS 가요대전 본상, 가수상
- 1999년 - KMTV 가요대전 본상
- 1999년 - 제10회 서울가요대상 본상
- 2002년 - SBS 가요대전 인기상
- 2016년 - 2016 멜론 뮤직 어워드 홀 오브 페임
- 2017년 - 골든디스크 보이그룹 베스트 퍼포먼스상
- 2017년 - 서울가요대상 본상